# La Chapelle-Biche
La Chapelle-Biche ist eine französische Gemeinde mit 532 Einwohnern (Stand 1. Januar 2022) im Département Orne in der Region Normandie (vor 2016 Basse-Normandie). Die Gemeinde gehört zum Arrondissement Argentan und zum Kanton Flers-1 (bis 2015 Flers-Sud). Die Einwohner werden Bichois genannt.

## Geografie
La Chapelle-Biche liegt etwa 65 Kilometer südsüdwestlich von Caen. Umgeben wird La Chapelle-Biche von den Nachbargemeinden Saint-Paul im Norden, Flers im Norden und Nordosten, La Chapelle-au-Moine im Osten und Südosten, Saint-Clair-de-Halouze im Süden sowie Chanu im Westen.

## Bevölkerungsentwicklung
| Jahr                      | 1962 | 1968 | 1975 | 1982 | 1990 | 1999 | 2006 | 2011 | 2016 |
| Einwohner                 | 319  | 310  | 333  | 424  | 513  | 480  | 470  | 538  | 526  |
| Quelle: Cassini und INSEE |      |      |      |      |      |      |      |      |      |

## Sehenswürdigkeiten

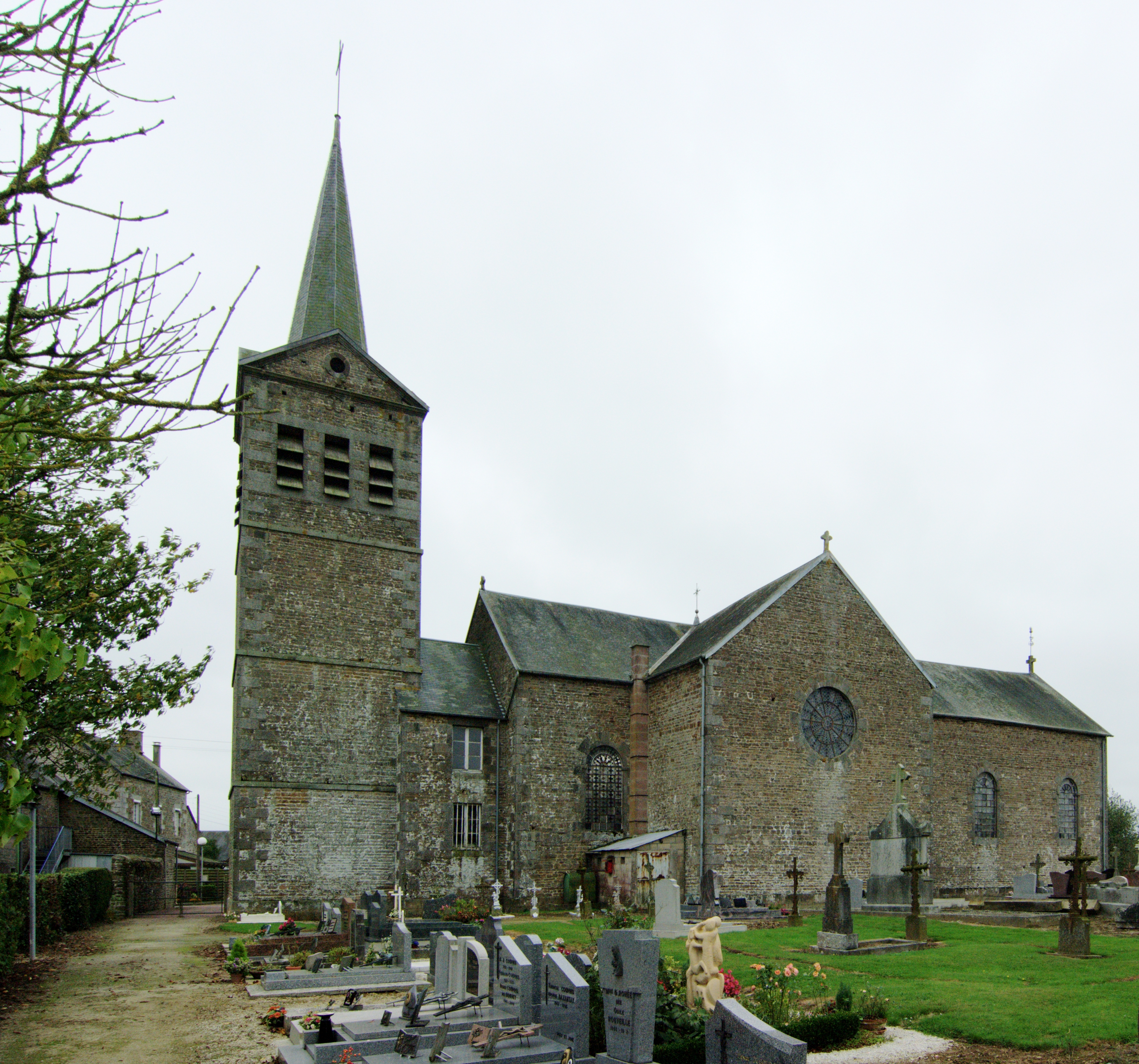
Kirche Saint-Pierre-et-Saint-Paul

- Kirche Saint-Pierre-et-Saint-Paul